# Concordancia
La Concordancia était une alliance politique formée en Argentine en 1931, dans le sillage du coup d’État militaire de septembre 1930 qui renversa le président Yrigoyen. Composée du Parti démocrate national (PDN, conservateur de droite), de l’Union civique radicale antipersonnaliste (UCRA, scission de l’UCR, centriste) et du Parti socialiste indépendant, cette alliance gouverna l’Argentine de 1932 à 1943, durant la Décennie infâme, période de l’histoire argentine caractérisée par une fraude électorale institutionnalisée et une corruption omniprésente. La création de la Concordancia avait été voulue par le général Agustín Pedro Justo pour soutenir sa candidature à la présidence, après que le dictateur issu du coup d’État septembriste, le général José Félix Uriburu, voyant au terme d’un an de gouvernement que son projet politique corporatiste inspiré du fascisme italien ne rencontrait que peu d’écho dans la société argentine, se fut résigné à convoquer des élections pour novembre 1931. La Concordancia représentait la fraction de la droite argentine qui voulait faire perdurer le système en place, et notamment maintenir (à l’inverse d’Uriburu) le suffrage universel instauré en 1916. Le parti radical frappé d’interdiction, et son chef Alvear proscrit, Justo fut lestement élu, à l’issue d’un scrutin dont la légitimité demeure douteuse, et exercera jusqu’en 1938, maintenant une politique autoritaire et annulant beaucoup des réformes radicales mises en œuvre dans les décennies précédentes. Son successeur, l’antipersonnaliste Roberto Marcelino Ortiz, adopta une ligne politique plus libérale et populiste, cherchant même à obtenir l’adhésion des classes laborieuses. Le vice-président Ramón Castillo, arrivé au pouvoir en 1942 à la suite du décès d’Ortiz, fut déposé par un coup d’État l’année suivante, après quoi la Concordancia fut dissoute, de même que l’UCRA, tandis que le PDN poursuivit son parcours politique, mais dans une position de plus en plus marginale. La Concordancia, si elle avait pour but originel de donner corps aux conservatisme agraire et incarnait la vieille artistocratie foncière, mena néanmoins une vigoureuse politique d’industrialisation, fut interventionniste (en particulier en créant des offices de régulation économique et en engageant de multiples travaux d’infrastructure) et fit montre de nationalisme économique, en ménageant toutefois les traditionnels intérêts britanniques.

## Formation et raison d’être de l’alliance
Hipólito Yrigoyen, premier président argentin en date à avoir été élu au suffrage universel (masculin), en 1916, fut reversé par un coup d’État le 6 septembre 1930, après avoir accédé en 1928 pour la deuxième fois à la présidence de la Nation argentine, à l’âge de 76 ans, et alors que sa santé était déjà précaire. La politique qu’il entreprit alors de mener lui mit bientôt à dos la plupart des secteurs de la société argentine ; on peut citer en particulier cet élément très conflictuel de son mandat qui consista en l’adoption de la loi portant nationalisation du pétrole, par laquelle la concession de zones pétrolifères à des entreprises etrangères était désormais restreinte, cela au détriment notamment de la Standard Oil et au bénéfice de l’entreprise d’État YPF fondée en 1922. Un autre facteur contrariant était la détérioration de la balance commerciale de l’Argentine, le pays exportant en effet exclusivement des produits agricoles et devant importer les produits manufacturés, alors que les premiers perdaient en valeur et que les prix des seconds grimpaient rapidement. En outre, Yrigoyen, quoique vieillissant et malade, s’opiniâtrait à résoudre personnellement tous les problèmes de l’État, provoquant retards et inefficacité de ses décisions. On l’accusait aussi de s’être entouré de personnages obséquieux et incompétents qui entravaient son action gouvernementale. Yrigoyen, tout en resserrant les alliances au sein de son propre parti centriste, l’Union civique radicale (UCR), eut à de multiples reprises recours à la procédure de l’intervention fédérale (=mise sous tutelle directe par l’État central) contre des gouverneurs indociles de provinces restées aux mains des conservateurs, cela sur l’accusation de fraude électorale et de violation de la loi Sáenz Peña sur le suffrage universel.

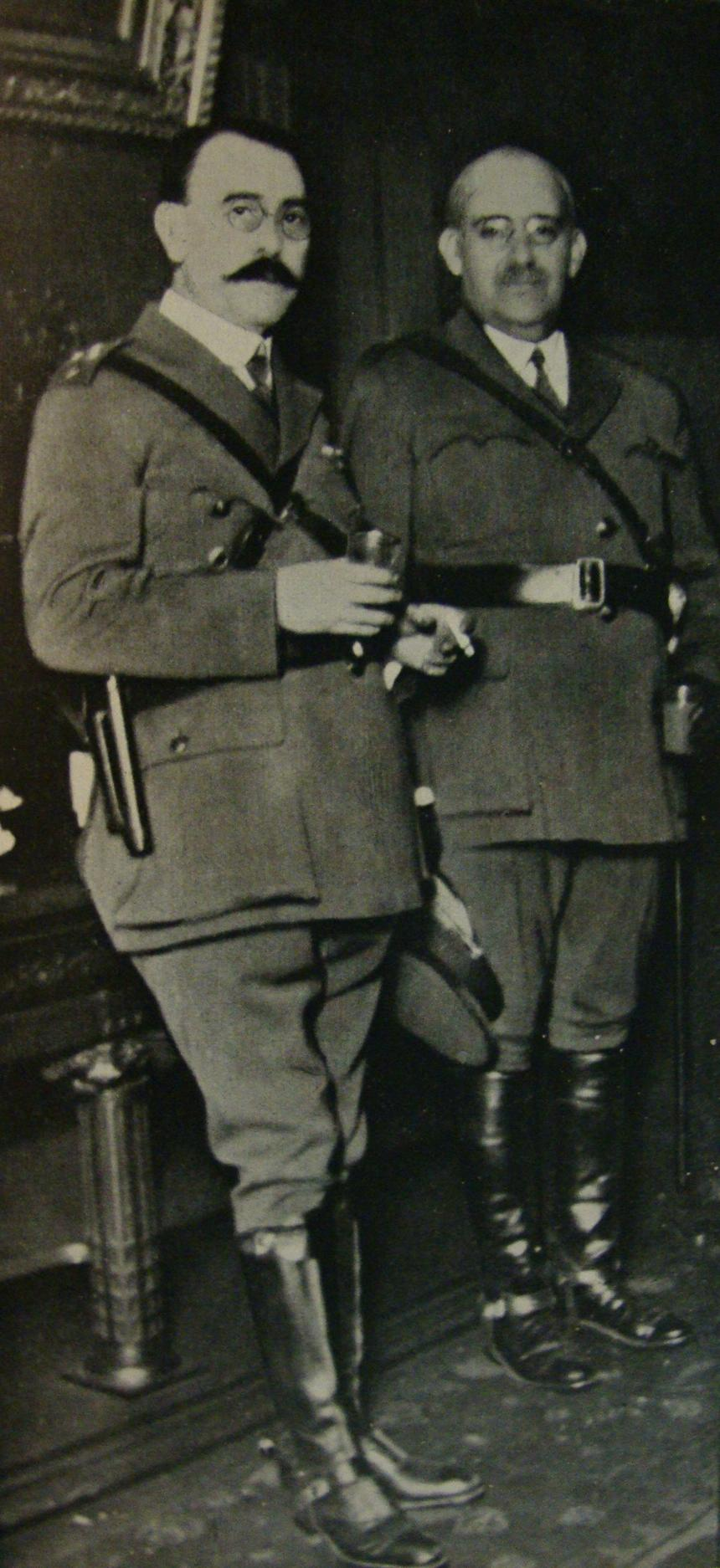
Justo (à droite), cofondateur de la Concordancia, coalition politique destinée à donner corps au projet libéral conservateur d’une partie de la droite argentine et à servir d’alternative au projet corporatiste porté par Uriburu (à gauche).

Un mouvement d’opposition se fit jour qui réunissait des membres du congrès, la presse, le Parti socialiste indépendant et un certain nombre de groupes nationalistes. Ces derniers constituaient une force politique nouvelle détachée du conservatisme traditionnel, sympathisaient avec les idées fascistes de Mussolini, et aspiraient à remplacer le système politique constitutionnel par un autre d’allure corporatiste et à abroger la loi électorale en vigueur ; ils trouvèrent des partisans dans les rangs de l’armée et chez quelques intellectuels tels que Leopoldo Lugones. Du reste, l’armée en tant que telle manifesta son désaccord avec la politique gouvernementale. Schématiquement, il y avait dans l’opposition deux fractions, avec des propositions différentes — l’une emmenée par le général José Félix Uriburu, qui prônait une réforme totale du système avec abolition du suffrage universel et son remplacement par un régime corporatiste, l’autre dirigée par l’ancien ministre de la Guerre, le général à la retraite Agustín P. Justo, qui, s’il jugeait bien nécessaire de renverser Yrigoyen, voulait néanmoins faire perdurer le système en place.
Les militaires argentins, dominés alors par les intérêts conservateurs de l’aristocratie rurale, exécuteront ainsi leur premier coup d’État depuis 1861, et solliciteront Uriburu, membre du Conseil suprême de la Guerre, à remplir le rôle de président provisoire. Uriburu cependant, voyant que son projet politique ne trouvait pas d’écho dans la société argentine et que l’UCR, qu’on croyait décapité par le coup d’État, gardait des forces importantes, décida de convoquer des élections générales pour novembre 1931.
Ceux qui, au sein de l’UCR, avaient été des opposants à Yrigoyen dans la décennie 1920, et qui s’étaient autodénommés antipersonnalistes (cherchant par là à se distancier du culte de la personnalité qu’ils accusaient Yrigoyen de vouloir mettre en place), étaient divisés à propos du coup d’État de septembre 1930. Les adversaires du coup d’État septembriste s’en allèrent rejoindre l’ancien président Marcelo Torcuato de Alvear, tandis que des personnalités radicales plus conservatrices se rangèrent aux côtés de l’ancien président du sénat Leopoldo Melo. Ces derniers se réunirent à l’hôtel Castelar, dans le centre de Buenos Aires, avec les dirigeants conservateurs et du Parti démocrate national (successeur du Parti autonomiste national, PAN, qui avait dirigé la politique argentine de 1874 à 1916), et à l’issue de cette réunion conclurent une alliance politique, qui prit le nom de Concordancia.
Le général Agustín Justo, désigné par Melo et d’autres membres de la Concordancia comme leur porte-étendard, n’était pas issu de l’oligarchie foncière, à laquelle appartenaient la plupart des autres dirigeants de la Concordancia, et avait été le ministre de la Guerre du président Alvear. Uriburu pour sa part créa, dans le but d’intimider l’opposition, la Légion civique argentine, organisation fasciste paramilitaire. 
Bien que bénéficiant de l’appui du président Uriburu, la Concordancia pourtant n’entrera pas en lice sous l’égide de celui-ci, la convention nationale-démocrate, sous la présidence de Cevallos, ayant choisi en effet de mettre en avant le binôme Agustín Justo/Julio Roca. Le coup d’État septembriste, condamné d’abord par les partisans d’Yrigoyen autant que par les modérés, était à présent ouvertement défendu par le Parti démocrate national, qui arguait que le tissu social, économique et institutionnel de l’Argentine avait risqué de se déchirer à cause de la politique d’Yrigoyen. Leurs adversaires pour leur part se rassemblèrent derrière le Front de rénovation d’Alvear, contre qui cependant Uriburu prononcera un décret de bannissement ; les alvéaristes ayant été proscrits de l’élection, l’opposition à la Concordancia s’organisera sous la bannière de l’Alliance civile (appelée aussi Alliance démocratique socialiste), composée du Parti démocrate progressiste (PDP) et du Parti socialiste.
Au milieu de nombreuses irrégularités, Justo fut élu et entra en fonction en février 1932. Le cabinet ministériel que constitua Justo reflétait en grande partie la composition de l’alliance qui était à la base de la Concordancia :
- le vice-président était Julio Argentino Pascual Roca, gouverneur de la province de Córdoba et fils de l’un des derniers chefs du PAN, Julio Argentino Roca. Julio Roca fils avait été à la tête du Parti démocrate.
- Leopoldo Melo, dirigeant antipersonnaliste, se vit attribuer le puissant ministère de l’Intérieur, auquel ressortissaient les services de police et l’administration électorale, parmi d’autres fonctions clef.
- Ramón Castillo, grand propriétaire terrien et ultraconservateur du PAN, fut nommé ministre de la Justice.
- à Antonio de Tomaso et à Federico Pinedo, fondateurs du Parti socialiste indépendant (qui s’était détaché du Parti socialiste), échurent les ministères de l’Agriculture et celui de l’Économie, respectivement[5].

## Programme et action politiques
Si la Concordancia fut fondée par des personnalités ayant des intérêts d’abord agricoles, elle devait son existence dans une mesure non négligeable à la Standard Oil et à d’autres grandes compagnies, qui avaient tenté d’influencer les militaires argentins et de les porter à commettre un coup d’État contre Yrigoyen. La politique économique que poursuivra le nouveau régime sera toutefois plus pragmatique que ce que ces différentes accointances pourraient laisser supposer, et sera davantage la traduction tant d’un nationalisme économique que de la priorité accordée à la nécessité de rétablir l’économie argentine des effets de la grande dépression, laquelle l’avait fait chuter d’un quart entre 1929 et 1932.

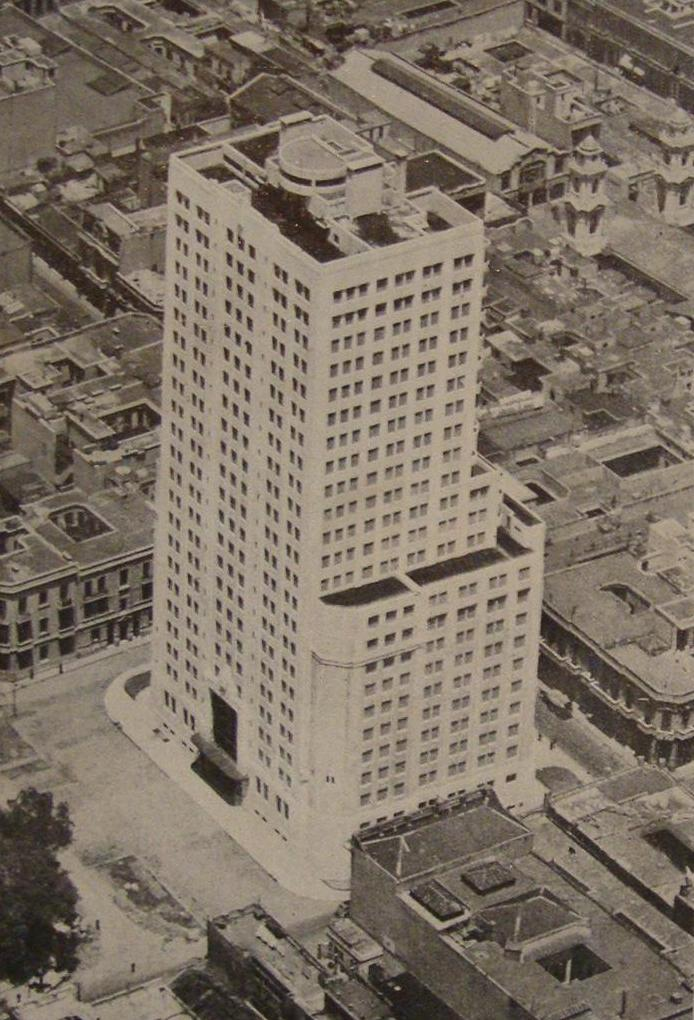
Nouvel édifice du ministère des Travaux publics, reflet de la priorité donnée aux projets de développement.

La Concordancia gouverna l’Argentine sur la toile de fond de la dépression mondiale consécutive à la crise de 1929 et de la reconfiguration de l’ensemble du système commercial international. Le monde occidental entra dans une longue phase protectionniste, s’accompagnant de la mise en place des États-providence et de la généralisation du fordisme. Les gouvernements de la Concordancia mèneront une politique économique novatrice, dans l’élaboration de laquelle les économistes socialistes Federico Pinedo et Raúl Prebisch eurent une part importante (ce dernier devant formuler plusieurs années plus tard, au sein de la CEPAL, les bases du développementalisme latino-américain).
Les politiques fiscale (imposition, droits de douane) et commerciale façonnées par la Concordancia visaient à réduire la dette publique, à décourager l’importation de biens de consommation, et à conclure des accords commerciaux bilatéraux avec les États les mieux placés pour fournir l’Argentine en biens d’équipement nécessaires à l’industrialisation. Cette politique était sous-tendue par l’objectif d’industrialisation par substitution aux importations, et était assortie d’autres mesures de politique intérieure, comme p.ex. une attitude vis-à-vis des syndicats plus conciliante que ce à quoi on pouvait s’attendre au moment où Uriburu quittait ses fonctions. Les coupes claires pratiquées par Uriburu dans les dépenses de travaux publics et dans d’autres postes de dépense furent annulées. 
La politique économique de la Concordancia se caractérise par une grande expansion de l’interventionnisme de l’État, se traduisant par la création d’une multiplicité d’organismes publics chargés de réguler les marchés, notamment l’Office national des grains (Junta Nacional de Granos), l’Office national des viandes (Junta Nacional de Carnes), la Banque centrale, la Corporation argentine des producteurs de viande (la CAP), la Corporation du transport, l’Office national des routes, les Bureaux de régulation boursière, la Banque centrale etc. 
Pendant cette période, l’Argentine vit sa structure économique et sociale se transformer totalement. L’industrie se développa rapidement, grâce notamment à la création d’une grande couronne industrielle autour de Buenos Aires et, dans une moindre mesure, de Rosario et de Córdoba. L’économie réussira à se relever peu à peu de la dépression, quoique lentement, et en 1943, la valeur ajoutée générée par l’industrie manufacturière dépassera celle de l’agriculture pour la première fois dans l’histoire de ce pays historiquement agraire. L’expansion industrielle mit en branle une vaste migration intérieure, des campagnes vers la ville, mouvement qui eut pour effet de bouleverser la composition de la classe ouvrière, jusque-là sous l’influence culturelle majoritaire des immigrants européens.
Par contre, le gouvernement de la Concordancia mena aussi une politique clientéliste en faveur des intérêts traditionnellement prépondérants en Argentine. Ainsi les chemins de fer et les abattoirs, auparavant soumis à l’autorité publique, furent dérégulés, et les intérêts nationaux seront dans une certaine mesure subordonnés à ceux de l’Empire britannique. Parmi les mesures les plus controversées sous ce rapport figure le traité Roca-Runciman, qui exonérait de taxes les importations britanniques pendant que des barrières protectionnistes continuaient de se dresser devant les autres fournisseurs, qui tendait à pénaliser les concurrents locaux du service anglo-argentin des tramways, et qui imposait à l’Argentine de placer en dépôt fiduciaire à la Banque d’Angleterre tout surplus argentin acquis lors des échanges bilatéraux, tout en levant les restrictions mises au rapatriement des revenus factoriels encaissés en Argentine par des firmes britanniques.

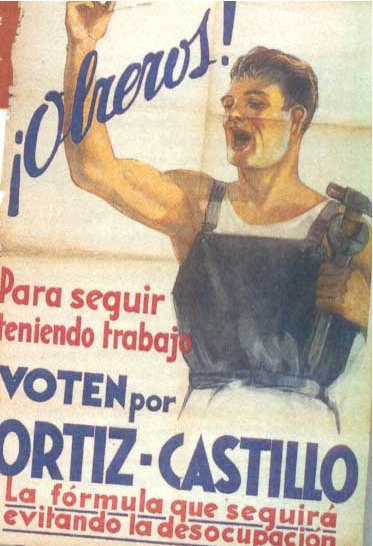
Quoiqu'elle dût son existence aux intérêts de l'aristocratie agraire, la Concordancia stimula l'industrialisation et courtisa la classe ouvrière.

Le gouvernement de la Concordancia se montra autoritaire de diverses manières. Le principal parti d’opposition dans les premières années de la Décennie infâme, le Parti démocrate progressiste (PDP), se verra à plusieurs reprises dénier ses victoires électorales, tant au niveau provincial que fédéral. Certains abus de pouvoir, comme la mise en œuvre répétée de l’intervention fédérale, étaient devenus monnaie courante en politique argentine ; du reste, le président destitué Yrigoyen lui-même avait ordonné non moins de 18 procedures de ce type durant son mandat (y compris contre des gouverneurs de son propre parti). 
En outre, le régime de la Concordancia fit appel à la fraude electorale sur une échelle sans précédent ; et si d’aventure le bourrage d’urnes, l’intimidation des votants, l’arrestation de présidents de circonscriptions électorales, et les violences ne suffisaient pas ou ne pouvaient être employés, le résultat du scrutin était alors annulé, ainsi que cela se produisit dans les provinces de Buenos Aires et Santa Fe, alors les deux plus grandes provinces d’Argentine. Il y eut aussi au moins un assassinat politique, celui dont fut victime le sénateur Enzo Bordabehere,,.
Justo néanmoins s’efforça de conférer un vernis de légitimité à son gouvernement et conclut un accord informel avec Alvear en 1935, par lequel le dirigeant radical était autorisé à retourner en Argentine et mener campagne pour la présidence de la Nation dans des conditions honnêtes. Cependant, lors des élections générales de 1937, les noms de personnes décédées étaient si nombreux sur les listes électorales que, selon le mot d’un observateur, « la démocratie fut étendue à l’au-delà », ; aussi le candidat de la Concordancia, Roberto María Ortiz, fut-il lestement élu. L’un des bénéficiaires de ce système, le gouverneur de Buenos Aires, Manuel Fresco, sera pourtant à son tour mis à l’écart par le président Ortiz sur injonction des ultra-conservateurs. Ces pratiques, explicitement illégales au regard de la loi Sáenz Peña de 1912, étaient ouvertement défendues par nombre de personnalités de la Concordancia, qui estimaient que c’était là la seule alternative à la loi de la foule ; en raison de la rhétorique utilisée pour justifier ces pratiques, on en vint à leur appliquer la désignation ironique forgée par le militant Deodoro Roca : « fraude patriotique ».
Le gouvernement de la Concordancia prit fin le 4 juin 1943, lorsque la décision du président Ramón Castillo de se choisir pour successeur le gouverneur de la province de Salta, Robustiano Patrón Costas (lequel, à l’image de Castillo, représentait les intérêts féodaux) entraîna le reversement de ce dernier par un nouveau coup d’État militaire.